# 三条まゆみ
三条 まゆみ（さんじょう まゆみ、1958年9月30日 - ）は、日本の女優である。北海道札幌市出身。

## 来歴・人物
1978年2月28日、大蔵映画製作の『処女暴行記』でデビューした。身長153cm、B 84cm、W 60cm、H 89cm。
その年22本、1988年までの10年間で200本を超える作品に出演した。
1980年より1988年まで大蔵映画専属女優となり、美空ひばりにちなんで「大蔵のお嬢」と呼ばれた。
自著を主版した他、月刊映画雑誌にも数多く寄稿した。
また、その影響力はピンク映画界を超え日本社会全体に及び週刊現代にも取り上げられる。
2000年前後よりに映画界から距離を置いている。

## エピソード
デビュー作は、当時看板女優だった原悦子との共演となった。この後、原が日活ロマンポルノに活躍の舞台を移しており、スター女優交代という節目の作品となった。
その後製作会社経由ながら、日活ロマンポルノの大スクリーンに出演した。
白川和子、谷ナオミ、宮下順子、原悦子に続きピンク映画からの日活ロマンポルノへ転身が噂された。しかし、以下の理由から実現しなった。
- 日活ロマンポルノのアイドル路線転換へ違和感。
- 女優として育られた小川和久（小川欽也）監督への忠誠心。
- 大蔵映画の看板スターとして当時四分の一強の作品に出演しており、他社への移籍は興業的にも実現不可能であった。（1978年下半期～1979年上半期に大蔵映画41本中12本主演）。

各月刊映画雑誌では、セリフは高校の演劇部並み、動きはぎこちないという酷評があった。一方、現実の何処にでもいる女性を忠実に表現していてリアリティが高い演技との評価もあった。
同時期にOL、人妻、看護婦、女子高生、女子大生等をこなした。
出演本数、役柄パターン、観客動員数を総合し昭和50年代最も印象心に残るピンク女優と称された。
1983年には新作に旧作のリバイバル作品が加わり各ピンク映画館の三本立ての内ほぼ一本に出演する状況になる。3月前半、小金井名画座で四本立て作品のすべてが三条まゆみ主演であった。

## 出版
- 男と女の間には---（秋元書房 1982年5月15日）

## 脚本
- ソープ秘話好色最前線 大蔵映画 1993 05/01

## 原作
- はめられて 小川企画 1991 03/11

## 補足
三条が活躍したピンク映画は、現在もオーピー映画（大蔵映画の製作・配給部門子会社）を中心に新東宝映画、新日本映像の3社が毎月新作を発表し全国約70の常設映画館で上映されている。井筒和幸、周防正行、滝田洋二郎らの監督、大杉漣、竹中直人、田中要次らの俳優が昭和50年代以降のピンク映画でチャンスを掴んでいる。

## 出演作品
※三条まゆみの出演作品は200本を超えるが、表現が青少年保護条例に抵触する題名はカットし97本を掲載する。
- 1978.02.28 処女暴行記　大蔵映画
- 1978.06.21 バイク姐ちゃん　性乱大暴走　大蔵映画
- 1978.07.03 港町性感地帯　大蔵映画
- 1978.07.15 性・絶倫黄金男　大蔵映画
- 1978.07.29 成熟娘　性の楽園　大蔵映画
- 1978.08.10 金髪娘性の冒険　大蔵映画
- 1978.08.23 毒蜜に濡れる花弁　大蔵映画
- 1978.09.17 人妻浮気競べ　大蔵映画
- 1978.09.30 女の泣き所!攻め　大蔵映画
- 1978.09.＿ 淫絶暴力 やられる　新東宝
- 1978.11.08 さすらいの性　大蔵映画
- 1978.11.21 性慾 大蔵映画
- 1978.12.03 痴漢ドライバー 大蔵映画
- 1979.01.23 未知の性 大蔵映画
- 1978.02.28 処女暴行記 大蔵映画
- 1978.02.28 男のうずき 女の体臭 大蔵映画
- 1978.03.21 浮気妻 性の谷渡り 大蔵映画
- 1978.05.28 性の乱気流 大蔵映画
- 1978.06.09 淫蕩好色夫人 大蔵映画
- 1979.02.03 淫絶暴行魔 まわし 大蔵映画
- 1979.02.＿ 純潔を汚す　新東宝
- 1979.03.07 殿方は処女がお好き　大蔵映画
- 1979.04.21 女の事件簿 すけこまし　大蔵映画
- 1979.05.12 強烈な情事　大蔵映画
- 1979.05.＿ 痴漢透明人間 PART3 わいせつ?　新東宝
- 1979.06.02 私は襲われたい!　電映
- 1979.06.30 団地妻 濡れはじめ　大蔵映画
- 1979.08.11 ポルノ性くらべ　大蔵映画
- 1979.09.01 肉の標的 射る　大蔵映画
- 1979.09.08 スキャンダル 悦楽の肌　電映
- 1979.09.11 性犯魔　大蔵映画
- 1979.10.01 衝撃ポルノ したり　大蔵映画
- 1979.10.22 激淫地帯　大蔵映画
- 1979.11.01 ワイセツ?看護婦寮　大蔵映画
- 1979.12.01 若妻暴行　大蔵映画
- 1979.12.21 新妻悶え泣き　大蔵映画
- 1979.12.31 痴漢濡れ濡れ　大蔵映画
- 1980.02.12 性を引き裂く　大蔵映画
- 1980.03.11 背徳女教師　小川企画
- 1980.04.01 白昼暴行魔　小川企画
- 1980.07.＿ 痴漢猥褻罪　小川企画
- 1980.08.＿ 淫らな若妻　小川企画
- 1980.08.＿ 痴漢の絶頂　小川企画
- 1980.09.＿ 誘拐暴行魔　小川企画
- 1980.10.＿ 痴漢貝あさり　小川企画
- 1980.11.＿ 犯された処女　小川企画
- 1980.12.＿ ヒッチハイク 異常性体験　小川企画
- 1980.12.＿ 淫蕩未亡人　北見組
- 1981.01.＿ 婦女連続暴行　大蔵映画
- 1981.02.＿ 女教師 狂った欲情　大蔵映画
- 1981.03.＿ 若妻売春の秘密　大蔵映画
- 1981.05.＿ 若妻 私を犯して!　大蔵映画
- 1981.05.＿ 犯られる!　大蔵映画
- 1981.07.＿ USAアニマル 華麗な性体験　大蔵映画
- 1981.08.＿ ビニ本秘話　剃る　大蔵映画
- 1981.08.＿ 看護婦激しい誘惑　大蔵映画
- 1981.09.＿ 痴漢覗いて襲う　大蔵映画
- 1981.11.＿ 変態未亡人　大蔵映画
- 1982.01.＿ USAギャル 暴行悶絶　大蔵映画
- 1982.02.＿ エレベータ暴行 犯される　大蔵映画
- 1982.03.＿ 失神女の喘ぎ　大蔵映画
- 1982.04.＿ マンショトルコ（秘）責め　大蔵映画
- 1982.05.＿ 若妻出産 性の歓び　大蔵映画
- 1982.05.＿ 暴行!　大蔵映画
- 1982.09.＿ スキャンダル 淫らな誘惑　大蔵映画
- 1982.10.＿ 激しく抱いて　大蔵映画
- 1982.11.＿ 女教師夜のうずき　大蔵映画
- 1983.01.＿ 濡れ濡れ夫人たち　大蔵映画
- 1983.03.＿ ぐっと奥まで　大蔵映画
- 1983.06.＿ ショッキングポルノ アレが大好き　大蔵映画
- 1983.07.＿ USAギャルパート5 華麗なる秘戯　小川企画
- 1983.08.＿ 若妻淫らな快感　大蔵映画
- 1983.09.＿ 団地妻強漢　大蔵映画
- 1983.11.＿ ザ・穴場痴帯　大蔵映画
- 1983.11.＿ 痴漢ワイセツ電車　大蔵映画
- 1983.12.＿ 変態舌戯ぜめ　大蔵映画
- 1984.01.＿ スーパポルノ 白い肌の蠢き　大蔵映画
- 1984.02.＿ 女ガードマン 悪女の性感度　大蔵映画
- 1984.03.＿ バイオレンスポルノ 暴姦狩り　サン企画
- 1984.03.＿ 痴漢暴発電車　大蔵映画
- 1984.04.＿ 女教師肉体遊戯　大蔵映画
- 1984.05.＿ カマキリ女秘書　大蔵映画
- 1984.06.＿ もっと欲しい　大蔵映画
- 1984.08.＿ 熟れて挑発　大蔵映画
- 1984.08.＿ 痴漢個人レッスン　大蔵映画
- 1986.07.＿ 痴漢電車 まゆみのお尻　小川企画
- 1986.08.＿ 肉欲ターゲット いじめて本番　小川企画
- 1986.10.＿ 若妻 真昼の失神　小川企画
- 1987.05.＿ 白衣を汚す　N・T・P
- 1987.08.＿ 痴漢好きもの電車　小川企画
- 1987.09.＿ 暴行 引き裂れた女　小川企画
- 1987.11.＿ ＳＭ団地妻　小川企画
- 1988.01.＿ 痴漢いんら電車　関根プロ
- 1988.01.＿ 本番ウラの裏　小川企画
- 1988.02.＿ 桃色課外授業　小川企画
- 1988.05.＿ 悪女本番　小川企画
- 1988.06.＿ 痴漢電車 SM見せます　小川企画
- 1988.07.＿ 獣欲のしたり　小川企画
- 1988.08.＿ あぶない情事　小川企画
- 1988.10.＿ 奥までせめる　小川企画